# Lima Sporting Club
Lima Sporting Club fue un equipo de fútbol perteneciente al distrito de Cercado de Lima, del Departamento de Lima, del Perú. Fue uno de los posteriores equipos limeños, que se afilia a la Liga Peruana de Fútbol, en la División Intermedia por muchos años.

## Historia
El Lima Sporting Club fue un club dedicado a la práctica del fútbol, fundado en 1909. El club, se afilia a la División Intermedia (equivalente a la segunda categoría) en 1913. Desde entonces no obtuvo la oportunidad de subir a la Primera División. Su mejor jugador fue Tomás Padrón.
Durante 1910 al 1915, los representantes de la Liga Peruana de Fútbol, seleccionaba sus mejores jugadores (tanto de primera y de la división intermedia) para formar al equipo de la selección peruana de fútbol y jugar partidos amitosos, con otros equipos seleccionados de otros departamentos y regiones del país. Por ejemplo, tenemos el caso del seleccionado de  Cerro de Pasco. Lima Sporting Club, proporciona a Tomás Padrón a la selección.
Esta era una práctica habitual de la época. Se solía pactar los encuentros en el terreno de Santa Beatriz (Antiguo Estadio Nacional del Perú). El 28 de julio de 1913, fue victoria de la Selección Peruana, por dos tantos a uno. Para el 28 de julio de 1914, fue el triunfo de la Selección de Cerro de Pasco por tres a dos.
Lima Sporting Club, se mantuvo en la División Intermedia hasta 1929. Para el siguiente año, retorna a su liga de origen, denominada Tercera División Liga Provincial de Lima . Se mantuvo pocos años hasta su desaparición en 1933.

## Jugadores
- Tomás Padrón

## Nota de clubes no relacionados

### AD Sporting Lima
La Academia Deportiva Sporting Lima es una escuela de fútbol, fundado en el 2018 en el Cercado de Lima. Se dedica a la formación de canteras de jugadores. Participa en torneos de categorías inferiores, organizados por otros equipos limeños u instituciones deportivas. A pesar de la semejanza del nombre, este club no guarda relación con el equipo histórico.  

#### Indumentaria
| Titular 1 | Titular 2 | Alterno 1 | Alterno 2 |  |

### Sporting Lima F.C.
Sporting Lima F.C. es una escuela y academia de fútbol de menores, fundado en el 2016. Este equipo pertenece al Distrito del Cercado de Lima. La formación de futuros jugadores es su principal labor. El club participa en campeonatos organizados por otros equipos de la capital. El club no guarda relación con el equipo histórico, a pesar de la similitud del nombre.  

#### Indumentaria
| Titular 1 | Titular 2 | Alterno 1 | Alterno 2 |  |

### Lima Sporting Club
En el año 2014, se funda el equipo Lima Sporting Club. Es un equipo masculino de vóley, perteneciente al Distrito de Los Olivos. A pesar de la semejanza del nombre, no guarda relación y el ámbito con el equipo primario.

## Enlaces
- Segunda División Peruana 1913.
- Segunda División Peruana 1914.
- Seleccionado Peruano vs Seleccionado de Cerro de Pasco 1913 y 1914.
- Seleccionado de los mejores jugadores de los equipos de la primera y división intermedia de la Liga Peruana vs Selección de Cerro de Pasco, 1914.